# Aislinn Derbezová
Aislinn Derbezová (* 18. března 1987, Ciudad de México) je mexická herečka a fotomodelka. Jejími rodiči jsou herci Eugenio Derbez a Gabriela Michelová. Modelingu se věnuje od patnácti let, v New Yorku studovala na School of Visual Arts a Actors Studio. Od roku 2009 žije v Mexiku. Za roli ve filmu Abolición de la Propiedad byla oceněna na festivalu v Guadalajaře. Hrála v česko-slovensko-mexickém filmu Přijde letos Ježíšek?.

## Filmografie
- Mujeres asesinas (2008, TV)
- Served Cold (2008)
- Ellas son... la alegría del hogar (2009, TV)
- El Atentado (2010)
- Te Presento a Laura (2010)
- El Cielo En Tu Mirada (2012)
- Abolición de la Propiedad (2012)
- Yerbamala (2012)
- La Promesa (2012, TV)
- Musth (2013)
- La Viña (2013)
- Přijde letos Ježíšek? (2013)
- Gossip Girl: Acapulco (2013, TV)